# Torneo dei candidati
Il torneo dei candidati è un torneo scacchistico biennale, ultimo stadio della qualificazione al campionato del mondo tra il 1951 e il 1966 e di nuovo a partire dal 2007, il cui vincitore acquisisce il diritto a sfidare il campione del mondo in carica per il suo titolo. È organizzato dalla FIDE.

## Storia
Inizialmente, il torneo si caratterizzava da un numero limitato di giocatori (tra 8 e 15) ed era giocato con la formula del girone all'italiana, singolo o multiplo. I giocatori erano qualificati in parte con la formula dei tornei interzonali, e in parte tramite i tornei dei candidati precedenti. Se nel mondiale precedente il campione in carica veniva detronizzato, anche quest'ultimo era qualificato di diritto.
Nel 1966, su proposta di Robert Fischer, il torneo dei candidati cambiò formato in un torneo ad eliminazione diretta, spesso chiamati match dei candidati, qualificati con la medesima formula. Per il mondiale 1987 fu invece adottato un sistema misto, con un torneo seguito da alcuni scontri ad eliminazione diretta.
Dopo la scissione dei campionati del mondo l'edizione 1995 del Mondiale PCA fu l'ultima a prevedere un torneo dei candidati, mentre la FIDE dal 1996 fino alla riunificazione cambiò il format del mondiale abolendo il torneo per selezionare uno sfidante al campione del mondo.
I tornei dei candidati sono stati organizzati di nuovo a partire dal campionato mondiale del 2007; in questo caso, però, il numero di partecipanti, le regole di qualificazione e la formula del torneo (girone all'italiana o eliminazione diretta) variano da edizione a edizione. In particolare, però, dal 2013 prendono parte al torneo 8 giocatori, con doppio girone all'italiana, fra cui:
- lo sconfitto dell'ultimo mondiale;
- i primi due o tre classificati della Coppa del Mondo;
- i primi due classificati del FIDE Grand Prix (dal 2014);
- i giocatori (da uno a tre) che nell'anno precedente hanno ottenuto la miglior media Elo;
- il vincitore del Grand Swiss FIDE (dal 2020);
- un giocatore nominato dagli organizzatori del torneo stesso.[1]

## Edizioni
| Anno | Luogo                      | Partecipanti | Formato | Vincitori                                                 | Punti |
| ---- | -------------------------- | ------------ | ------- | --------------------------------------------------------- | ----- |
| 1950 | Budapest                   | 10           | 2       | David Bronštejn                                           | 12    |
| 1953 | Zurigo                     | 15           | 2       | Vasilij Smyslov                                           | 18    |
| 1956 | Amsterdam                  | 10           | 2       | Vasilij Smyslov                                           | 11,5  |
| 1959 | Bled / Zagabria / Belgrado | 8            | 4       | Michail Tal'                                              | 20    |
| 1962 | Curaçao                    | 8            | 4       | Tigran Petrosjan                                          | 17,5  |
| 1965 | Tbilisi                    | 8            | Ko      | Boris Spasskij                                            | -     |
| 1968 | Kiev                       | 8            | Ko      | Boris Spasskij                                            | -     |
| 1971 | Buenos Aires               | 8            | Ko      | Bobby Fischer                                             | -     |
| 1974 | Mosca                      | 8            | Ko      | Anatolij Karpov                                           | -     |
| 1977 | Belgrado                   | 8            | Ko      | FIDE Viktor Korčnoj                                       | -     |
| 1980 | Merano                     | 8            | Ko      | Viktor Korčnoj                                            | -     |
| 1984 | Vilnius                    | 8            | Ko      | Garri Kasparov                                            | -     |
| 1987 | Spagna                     | 17           | 1 + Ko  | Anatolij Karpov                                           | -     |
| 1990 | Kuala Lumpur               | 15           | Ko      | Anatolij Karpov                                           | -     |
| 1993 | San Lorenzo de El Escorial | 15           | Ko      | Nigel Short                                               | -     |
| 1995 | Las Palmas                 | 8            | Ko      | Viswanathan Anand                                         | -     |
| 2007 | Ėlista                     | 16           | -       | Levon Aronian Péter Lékó Alexander Grischuk Boris Gelfand | -     |
| 2012 | Kazan'                     | 8            | -       | Boris Gelfand                                             | -     |
| 2013 | Londra                     | 8            | 2       | Magnus Carlsen                                            | 8,5   |
| 2014 | Chanty-Mansijsk            | 8            | 2       | Viswanathan Anand                                         | 8,5   |
| 2016 | Mosca                      | 8            | 2       | Sergej Karjakin                                           | 8,5   |
| 2018 | Berlino                    | 8            | 2       | Fabiano Caruana                                           | 9     |
| 2020 | Ekaterinburg               | 8            | 2       | Jan Nepomnjaščij                                          | 8,5   |
| 2022 | Madrid                     | 8            | 2       | Jan Nepomnjaščij                                          | 9,5   |
| 2024 | Toronto                    | 8            | 2       | Gukesh                                                    | 9     |

Legenda
Il numero indica il numero di gironi che sono stati disputati in caso di girone all'italiana, "Ko" indica che il torneo era a eliminazione diretta.